# Mouchy-le-Châtel
Mouchy-le-Châtel è un comune francese di 84 abitanti situato nel dipartimento dell'Oise della regione dell'Alta Francia.

## Società

### Evoluzione demografica
Abitanti censiti